# سمیدومکا
سمیدومکا (به لاتین: Semidomka) یک منطقهٔ مسکونی در روسیه است که در استان آمور واقع شده‌است.